# Allactaga hotsoni
Allactaga hotsoni е вид бозайник от семейство Тушканчикови (Dipodidae).

## Разпространение
Видът е разпространен в Афганистан, Иран и Пакистан.